# Малчика
Ма̀лчика (старо име Лъжене) е село в Северна България, община Левски, област Плевен.

## География
Село Малчика се намира по средното течение на река Осъм, на около 1,5 km западно от реката, в равно и плодородно землище. Запазени са отделени при корекцията на коритото на реката през 70-те и 80-те години на 20 век части от меандрите на старото ѝ корито. Климатът е умереноконтинентален, почвите са алувиално-ливадни, карбонатни и типични черноземи. Селото е разположено на 47 km източно от областния център Плевен, на 38 km югозападно от Свищов и 6 km северозападно от общинския център Левски. Най-близката железопътна гара е в Левски и чрез автобусни връзки се свързва с Плевен, Белене, Никопол.
Надморската височина на селото нараства от около 55 m в източния му край до около 70 m в западния, а в центъра при сградата на кметството е около 65 m.
През село Малчика минава третокласният републикански път 303 – в границите му негова главна улица, който води на югоизток през село Аспарухово към град Левски, а на северозапад – към село Българене, където се свързва с минаващия в направление запад – изток първокласен републикански път 3 – част от Европейски път Е83.
Населението на село Малчика, наброявало 2773 души към 1946 г., постепенно намалява до 1189 към 2018 г.

## История
След образуването на Българската държава през 681 г. селището е в пределите ѝ. Старото име Лонгене е от латински произход и означава „дълго“, понеже е разположено по течение на барата.
През средновековието населението на селището приема павликянството и богомилството. След падането на България под турска власт оцелялото население се разделя на три групи. Една част поемат по течението на р. Осъм и поставят началото на днешното село, разположено на левия бряг на реката в обширно ниско място, „лъга“, откъдето произлиза старото име на селото – Лъжене.
Селото се споменава като Долно Лъджане в османски регистри от 1479/80 година, като по това време е павликянско село с 25 домакинства.
Името Лъжене селото носи до 1950 г., когато е преименувано на Малчика, на името на Адалберт Антонов (Малчика) – един от петимата водачи на РМС.
Мнозинството от селото са българи католици, изповядвали в миналото павликянство. Това е благоприятствало по време на османското владичество българите в селото да запазят буден и силен национален дух.

## Обществени институции
Село Малчика към 2019 г. е център на кметство Малчика.
Към 2019 г. селото разполага с:
- Католически храм „Св. Анна“ и православна църква „Свети архангел Михаил“[8]. Църквата в село Малчика е най-старият католически храм в България. Тази година енориашите отбелязаха 150 години от неговото построяване. Архитекти от Унгария започнали строежа през далечната 1851 г. и го завършили само за четири лета – през 1855-а. Църквата е уникална с външната си каменна фасада, разказва отец Ремо Гамбарота, който вече 12 години се грижи за храма, издигнат благодарение на спонсори от Италия. Две трети от населението в с. Малчика изповядва католическата вяра. Между католици и православни има абсолютно разбирателство, категоричен е отец Ремо. Той дори споделя, че тъй като православният свещеник поради заетостта си не можел всяка седмица да отслужва литургия в селото, много православни посещават католическия храм на неделните проповеди.

- Читалище „Пробуда-1928“ с. Малчика е създадено през 1928 г. по инициатива на тогавашните учител, секретар-бирник и няколко будни жители на селото. Сградата е построена през 1958 – 1959 г. с доброволен труд на жителите на селото. През изминалите 80 г. (от създаването му до днес) читалището е претърпяло много и от различен характер промени, но целта му си остава непроменена, а именно: да задоволява и обогатява потребностите на населението, свързани с неговия културен живот, да запазва обичаите и традициите и да възпитава подрастващите в дух на демократизъм, родолюбие и общочовешка нравственост. Да работи сред младите и подрастващите, като помага цялостното им изграждане като хармонично развити личности.
- Благотворителна организация Каритас „Св. Анна“ - създадена през 1995 година. Помага на социални уязвими хора. Организацията е към Католическата църква в България.[9]

- Футболен отбор – ФК Ювентус (Малчика)

- Детска градина „Люляк“; открита през 1969 г.[10] (към 2019 г.) и основно училище „Васил Левски“ (към 2019 г. – закрито по реда на Закона за предучилищното и училищното образование)[11].

## Редовни събития
Младежки срещи на енориите.

## Личности
Родени
Адалберт Антонов (Малчика) (1909 – 1942) – деец на БКП и комунистически партизанин, известен като един от „петимата от РМС“.
Днес селото носи неговото име – Малчика.